# Alesa lipara
Alesa lipara is een vlindersoort uit de familie van de prachtvlinders (Riodinidae), onderfamilie Riodininae.
Alesa lipara werd in 1867 beschreven door H. Bates.